# Marchamalo
Marchamalo est une municipalité d'Espagne de la province de Guadalajara dans la communauté autonome de Castille-La Manche.